# The Teardrops
The Teardrops fue una banda de rock formada en Mánchester, Inglaterra, en 1978. Entre los miembros de la banda, estaban Steve Garvey, de Buzzcocks, y los ex-The Fall Tony Friel y Karl Burns, aunque al menos Garvey pareció ser el único miembro permanente.

## Historia
En un comienzo, la banda estaba compuesta por Steve Garvey (bajo), en ese entonces en Buzzcocks, Trevor Wain (guitarra), John Key (guitarra), Dave Brisbane (guitarra) y Jimmy Donelly (batería). Esta alineación grabó y lanzó el primer EP, In And Out Of Fashion, en 1978.
Al poco tiempo, a finales de 1978, Garvey había quedado como el único miembro restante, y con Karl Burns (batería) y Tony Friel (bajo), ambos recién salidos de The Fall, como nuevos integrantes. A finales de dicho año, la nueva alineación lanzó el segundo EP, Leave Me No Choice, que contenía las mismas canciones del primer EP, pero al parecer eran regrabadas, debido a que Burns y Friel fueron acreditados.
En 1980, la banda estaba por desintegrarse, pero no sin grabar el único álbum de su carrera, Final Vinyl, lanzado a comienzos de ese año. En ese tiempo, Teardrops estaba integrado por Steve Garvey, Tony Friel, Trev Waine, Helen Barbrook y Bok Bok. Este último probablemente haya sido un dúo formado por Karl Burns y el guitarrista Dave Price, los cuales, ya separada la banda, adicionarían a Garvey, con quien realizarían el sencillo Come Back To Me, a finales de 1980.
Friel continuó con The Passage, banda que había fundado mientras comenzaba a formar parte de Teardrops; Garvey continuó un tiempo más con Buzzcocks, que se separó a comienzos de 1981; y Burns regresó a The Fall.

## Discografía
- In And Out Of Fashion EP (1978)
- Leave Me No Choice EP (1978)
- Seeing Double sencillo (1979)
- Final Vinyl álbum (1980)

### Compilados de varios artistas
- Identity Parade (1980)
- White Dopes On Punk - 50 Punk Nuggets & New Wave Rarities (2 CD) (Castle, 2005)